# Кирюшкино (Оренбургская область)
Кирю́шкино — село в Бугурусланском районе Оренбургской области. Административный центр Кирюшкинского сельсовета.

## География
Село находится на расстоянии примерно 9 км (по прямой) к юго-западу от города Бугуруслан, административного центра района.

### Часовой пояс
Село Кирюшкино, как и вся Оренбургская область, находится в часовой зоне МСК+2. Смещение применяемого времени относительно UTC составляет +5:00.

## История
Основано в 1754 году мордовскими переселенцами (эрзя) во главе с Кириллом Савельевичем Горбуновым. Названо по имени основателя. В 1859 году в селе построена церковь, которая в 1894 году была перестроена, а в 1903 году расширена.

## Население
| 2010 |
| ---- |
| 713  |

### Национальный состав
Согласно результатам переписи 2002 года, в национальной структуре населения мордва составляли 60 % из 838 чел., русские — 30 %.

## Известные уроженцы
- Инжеватов, Иван Корнилович (1911—1996) — советский и российский литературовед и топонимист.